# Arquidiocese de Papeete

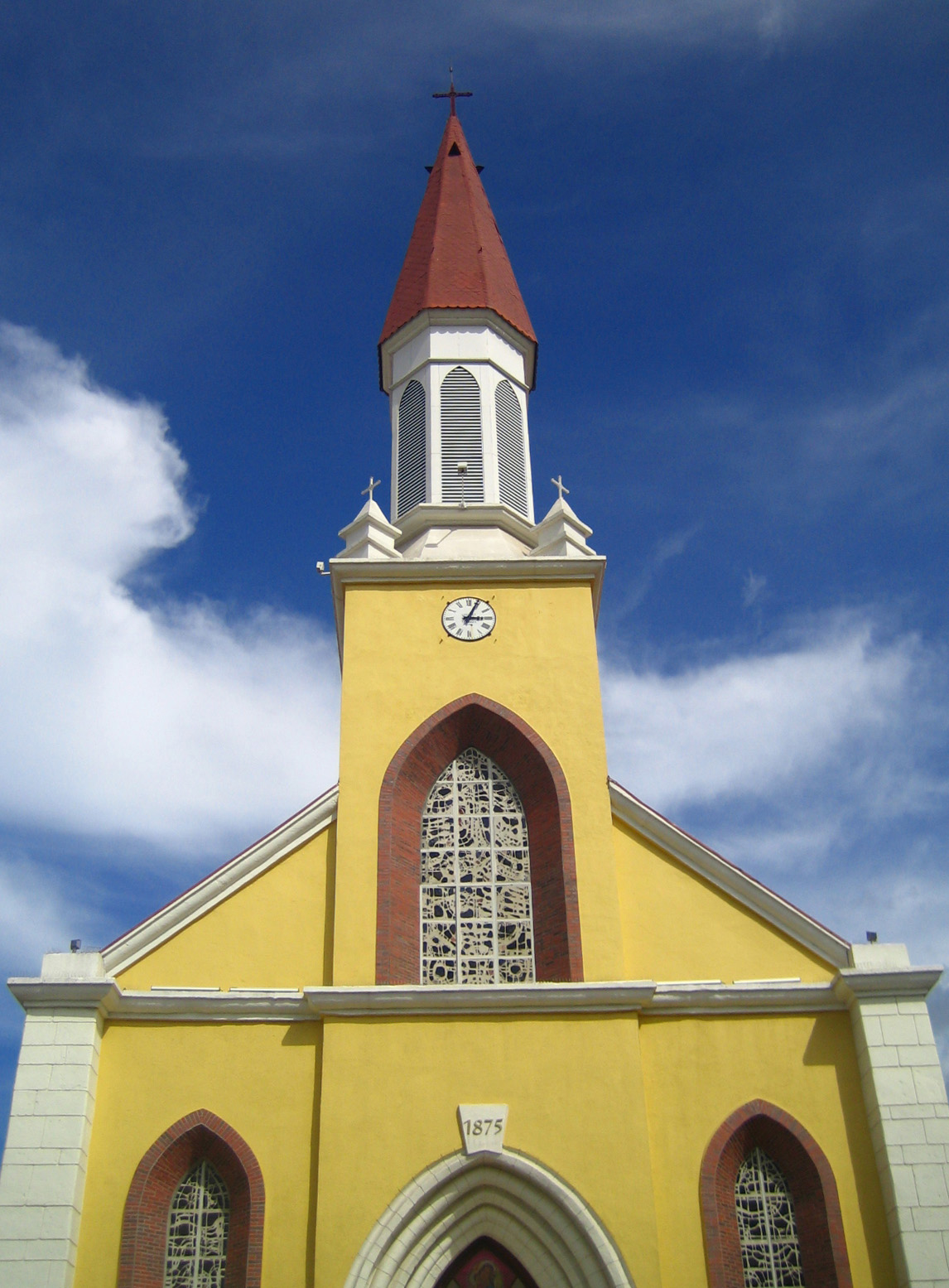
Catedral de Notre Dame em Papeete

A Arquidiocese de Papeete é a arquidiocese metropolitana da Polinésia Francesa. É responsável pela diocese sufragânea de Taiohae o Tefenuaenata.

## Líderes
Cronologia da administração local:
- Florentin-Étienne Jaussen (1848–1884)
- Marie-Joseph Verdier, SS.CC. (1884–1908)
- André-Etienne-Athanase Hermel, SS.CC. (1908–1932)
- Julien-Marie Nouailles, SS.CC. (1932–1937)
- Paul-Laurent-Jean-Louis Mazé, SS.CC. (1938–1973)
- Michel-Gaspard Coppenrath (5 de março de 1973–4 de junho de 1999)
- Hubert Coppenrath (4 de junho de 1999– 31 de março de 2011)
- Jean-Pierre Edmond Cottanceau ( 31 de março de 2011 - presente)